# Губорев, Павел Трофимович
Павел Трофимович Губорев — советский военный, государственный и политический деятель, генерал-майор.

## Биография
Родился в 1914 году в Алтайском крае. Член ВКП(б).
С 1933 года — на военной службе, общественной и политической работе. В 1933—1971 гг. — красноармеец артиллерийского дивизиона, командир полубатареи артиллерийского полка, командир взвода полковой школы, участник Отечественной войны, начальник штаба артиллерии стрелковой дивизии, командир артиллерийского полка, командующий артиллерией дивизии, начальник штаба артиллерии армии, заместитель командира стрелковой дивизии по артиллерии, командир артиллерийской бригады, артиллерийского полка, начальник штаба артиллерии корпуса, начальник оперативно-разведывательного отдела штаба артиллерии Группы советских войск в Германии, начальник штаба артиллерии Ленинградского военного округа, командир 5-го отдельного ракетного корпуса, начальник факультета Военной артиллерийской академии им. М. И. Калинина.
Избирался депутатом Верховного Совета РСФСР 6-го созыва.
Награждён орденами Красного Знамени (1943, 1945, 1954), Александра Невского (1944), Отечественной войны I степени (1944, 1985), Суворова II степени (1945), Красной Звезды (1949) и медалями.
Умер в 2006 году в Санкт-Петербурге.